# Jitka Kamencová Skuhravá
Jitka Kamencová Skuhravá (* 13. července 1976 v České Lípě) je česká designérka, žákyně Vladimíra Kopeckého. Vystudovala Střední uměleckoprůmyslovou školu sklářskou v Kamenickém Šenově, Fakultu umění a designu Univerzity J. E. Purkyně v Ústí nad Labem, Pedagogickou fakultu Univerzity J. E. Purkyně a pražskou VŠUP. Zabývá se především tvorbou ze skla. Působila ve Finsku a Maďarsku, v letech 2006-2008 vyučovala na Střední uměleckoprůmyslové škole sklářské v Kamenickém Šenově. Od roku 2007 navrhovala jako externí designér svítidla i pro českou firmu Lasvit. V současnosti vede studio Jitka Skuhrava Glass věnuje se navrhování a realizacím světelných plastik v architektuře.

## Výstavy a ceny
Samostatně vystavovala například v Helsinkách, Budapešti a Tilburgu. Její práce byly součástí bezmála dvou desítek kolektivních výstav českého skla, v Česku i v zahraničí. Za tvorbu roku 2010 získala cenu EDIDA (ELLE Deco International Design Awards)v kategorii osvětlení. Za tvorbu v roce 2011 získala stejné ocenění společně s Katarínou Kudějovou Fulínovou, a navíc ještě cenu čtenářů pro designéra roku.

## Významné zakázky
V roce 2009 navrhla pro firmu Lasvit světelnou instalaci v Dubajském metru. V roce 2012 vyzdobila Český dům na olympijských hrách v Londýně světelnou instalací Infinity.